# Academia Militar da República da China
A Academia Militar da República da China (chinês tradicional: 中華民國陸軍軍官學校, pinyin: Zhōnghúa Mīngúo Lùjūn Jūnguān Xúexiào) também conhecida como Academia Militar Chinesa (AMC), é a academia de serviço do exército. Foi fundada pela República da China como Academia Militar de Whampoa em Huangpu (Whampoa), Guangzhou, em 1924. No final da Guerra Civil Chinesa, a academia militar foi evacuada da China continental para a Ilha de Taiwan, junto com o governo nacionalista da China. Após a transferência, a instituição adotou seu nome atual. Ao longo de sua história, seus graduados desempenharam papéis cruciais em importantes conflitos, incluindo a Expedição do Norte, a Segunda Guerra Sino-Japonesa e a Guerra Civil Chinesa.

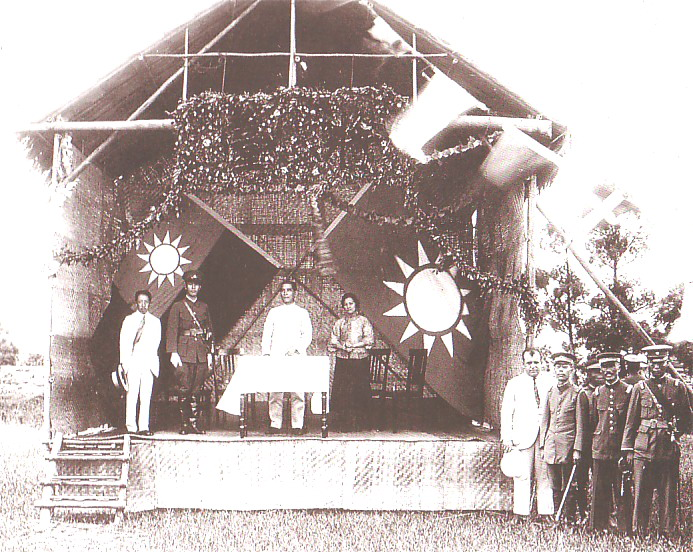
Cerimônia de fundação em 1924. No palco estão Sun Yat-sen, atrás da mesa, e Chiang Kai-shek, de uniforme (esquerda).

Em 1924, o Kuomintang (KMT) buscava construir uma força armada moderna e politicamente confiável. Com o apoio financeiro, material e técnico da União Soviética, o KMT iniciou uma reorganização de suas forças militares, seguindo o modelo soviético com ajuda dos conselheiros. Como parte das reformas, foram introduzidos comissários políticos para supervisionar o treinamento político e técnico. Durante o 1º Congresso Nacional do KMT, foi aprovada a criação da Academia Militar de Whampoa, destinada a formar oficiais juniores para o que mais tarde se tornaria o Exército Nacional Revolucionário. A academia foi oficialmente fundada em maio de 1924, com Chiang Kai-shek como superintendente, enquanto Sun Yat-sen ocupava o cargo simbólico de primeiro-ministro da instituição.

## Primeiros anos

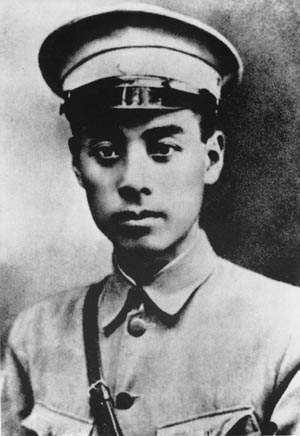
Zhou Enlai como diretor do departamento político da academia em 1924.

O corpo docente chinês incluía graduados da Academia Militar de Baoding, da Academia Militar de Yunnan e da Academia do Exército Imperial Japonês. Havia também um pequeno número de instrutores soviéticos treinados na Academia Militar de Frunze; e estes eram os principais instrutores da academia. Membros do Partido Comunista Chinês (PCC) foram admitidos como professores e alunos como parte da Primeira Frente Unida. Os instrutores políticos eram, em sua maioria, comunistas, incluindo o diretor político Zhou Enlai, que mais tarde desempenharia um papel importante no Partido Comunista Chinês. O Exército de Libertação Popular também cecrutou graduados da Academia Militar de Whampoa.
A academia forneceu um programa político-militar de 6 a 12 meses, incorporando métodos pedagógicos ocidentais e exercícios práticos. O treinamento militar era focado principalmente em infantaria, mas também incluía aulas de artilharia, engenharia, logística e armas pesadas. A formação política baseou-se nos Três Princípios do Povo de Sun Yat-sen, na história do Kuomintang e na política e economia ocidentais. O programa era inferior aos oferecidos pelos exércitos profissionais contemporâneos, mas deu ao Exército Nacional Revolucionário uma vantagem significativa sobre os exércitos menos profissionais das camarilhas da Era dos Senhores da Guerra. A primeira turma de 490 alunos se formou em novembro.

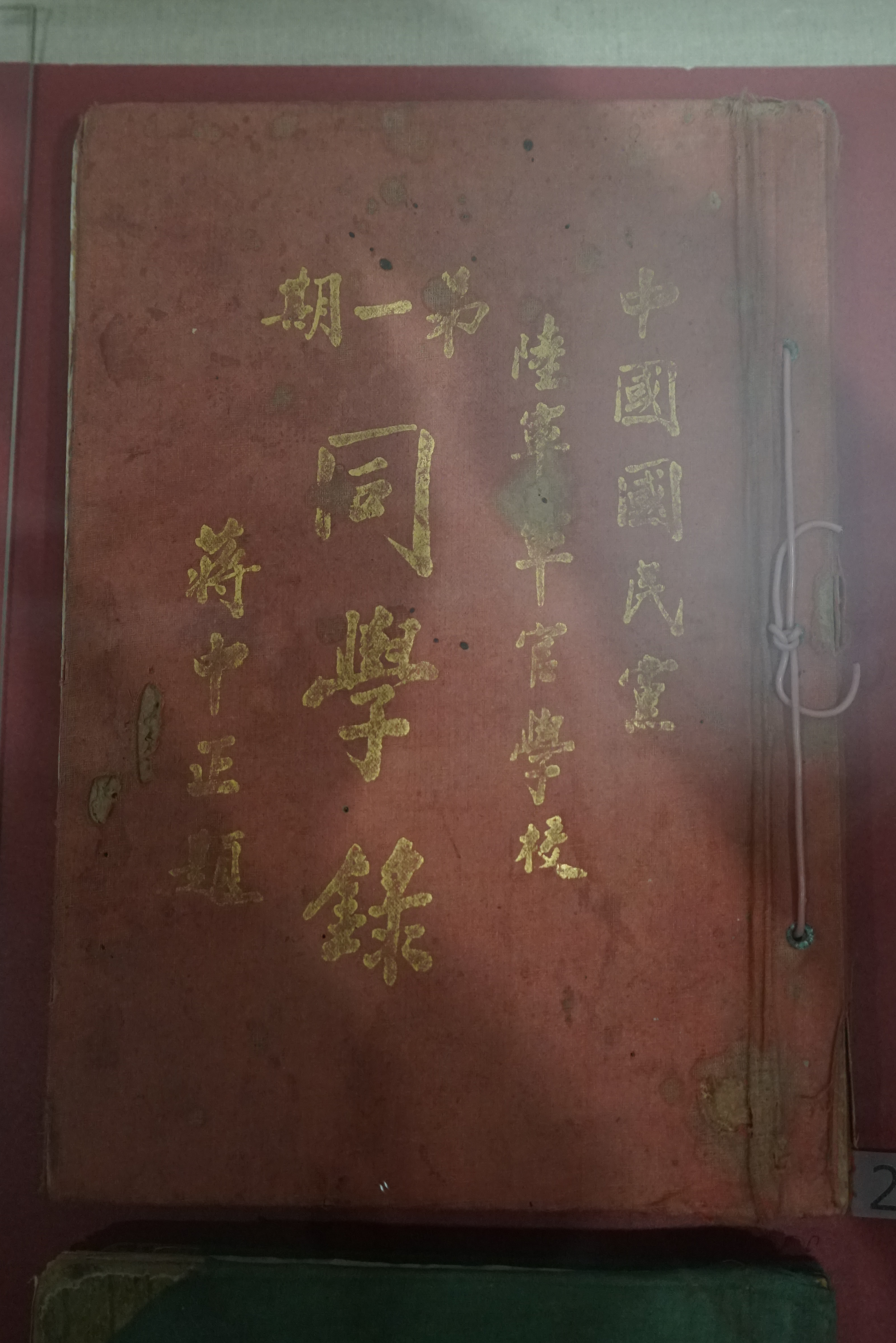
Registro de ex-alunos do primeiro grupo de alunos da Academia Militar da República da China.

A academia formou o primeiro regimento "modelo" em outubro de 1924, que reprimiu uma insurreição de comerciantes e suas milícias privadas no final daquele mês. A força de Whampoa também operou com sucesso durante a guerra entre Guangdong e Guangxi, assim como na Guerra entre Yunnan e Guangxi, antes de se tornar a base do Exército Nacional Revolucionário.
No início da Segunda Guerra Sino-Japonesa em 1937, a maioria das divisões chinesas eram comandadas por graduados da Academia Militar de Whampoa.

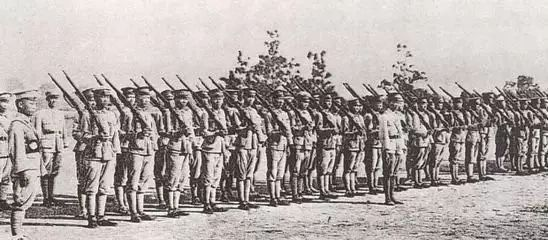
Treinamento em Whampoa.

Bandeira da AMRdC (ROCMA)

A academia original funcionou até 1926. Em 1928, após a Expedição do Norte, foi transferida para Nanquim, a nova capital, e renomeada como Academia Militar Central. A CMA foi movida para Chengdu em 1938 durante a Segunda Guerra Sino-Japonesa.
No final da Guerra Civil Chinesa, a CMA foi evacuada para Kaohsiung, em Taiwan, e foi renomeada para Academia Militar da República da China.
O local da Academia Militar de Whampoa agora é um museu.

## Em Taiwan
Em junho de 2024, o presidente Lai Ching-te visitou a Academia Militar da República da China por ocasião da celebração do seu 100º aniversário.
Observação: "ano de aula" se refere ao ano de aula do ex-aluno, que geralmente é o mesmo ano em que ele se formou. Entretanto, em tempos de guerra, as turmas geralmente se formam mais cedo.
Um "—" na coluna do ano letivo indica um superintendente que não é ex-aluno da Academia.
| #            | Início                | Fim                     | Nome                                  | Foto | Ano de Aula | Notabilidade |
| ------------ | --------------------- | ----------------------- | ------------------------------------- | ---- | ----------- | --- |
| 1.           | 1 de Maio de 1924     | Outubro de 1947         | Chiang Kai-shek                       |      | —           | Generalíssimo; 1°presidente da República da China |
| 2.           | Outubro de 1947       | Setembro de 1949        | Ten. Gen. Guan Linzheng (關麟徵)      |      | —           | General; Exército da República da China Comandante-em-Chefe |
| 3.           | Setembro de 1949      | Dezembro 1949           | Ten. Gen. Chang Yao-ming (張耀明)     |      | 1924        | Tenente -general; superintendente da Academia Militar do Exército da República da China |
| 4.           | Outubro de 1950       | 31 de outubro 1954      | Ten. Gen. Lo Yu-lun (羅友倫)          |      | 1929        | General; Comandante-em-Chefe das Forças Combinadas do Exército da República da China |
| 5.           | 1 de Setembro de 1954 | 31 de Março de 1957     | Ten. Gen. Hsieh Chao-chih (謝肇齊)    |      | 1929        | Tenente -general; vice presidente da Universidade Conjunta do Exército, Marinha e Força Aérea |
| 6.           | 1 de Abril 1957       | 31 de Dezembro de 1960  | Ten. Gen. Hsu Ju-cheng (徐汝誠)       |      | 1929        | Tenente -general; vice-chefe do Estado-Maior para Operações, Ministério da Defesa |
| 7.           | 1 de Janeiro de 1961  | Março de 1965           | Ten. Gen. Ai Ai (艾靉)                |      | 1926        | Tenente -general; Vice-ministro executivo da Defesa Nacional |
| 8.           | Março de 1965         | 31 de Março 1970        | Ten. Gen. Chang Li-fu (張立夫)        |      | 1929        | Tenente -general; superintendente da Academia Militar do Exército da República da China |
| 9.           | 1 de Abril de 1970    | Fevereiro de 1973       | Ten. Gen. Lin Chu-yao (林初耀)        |      | 1933        | Tenente -general; superintendente da Academia Militar do Exército da República da China |
| 10.          | Fevereiro de 1973     | 31 de Março de 1976     | Ten. Gen. Chin Tsu-hsi (秦祖熙)       |      | 1937        | Tenente -general; superintendente da Academia Militar do Exército da República da China |
| 11.          | 1 de Abril de 1976    | Dezembro de 1977        | Ten. Gen. Yen Pai-chien (言百謙)      |      | 1941        | General; Diretor do Departamento de Treinamento de Operações Conjuntas do Ministério da Defesa |
| 12.          | Dezembro de 1977      | Dezembro de 1979        | Ten. Gen. Hsu Li-nung (許歷農)        |      | 1939        | General; diretor do Departamento de Treinamento de Operações Conjuntas do Ministério da Defesa |
| 13.          | Dezembro de 197       | 30 de Junho de 1981     | Ten. Gen. Chu Chih-yuan (朱致遠)      |      | 1939        | Tenente -general; Exército da República da China Vice Comandante-em-Chefe |
| 14.          | 1 de Julho de 1981    | 30 de Junho de 1983     | Ten. Gen. Lu Kuang-yi (盧光義)        |      | 1949        | Tenente -general; diretor do Bureau de Inteligência Militar |
| 15.          | 1 de Julho de 1983    | 30 de Junho de 1985     | Ten. Gen. Huang Hsing-chiang (黃幸強) |      | 1949        | General; Exército da República da China Comandante-em-Chefe |
| 16.          | 1 de Julho de 1985    | Dezembro de 1986        | Ten. Gen. Huang Yao-yu (黃耀羽)       |      | 1952        | Tenente -general; vice diretor-geral do Bureau de Segurança Nacional |
| 17.          | Dezembro de 1986      | 30 de Junho de 1989     | Ten. Gen. Tang Yuan-pu (湯元普)       |      | 1960        | Tenente -general; superintendente da Academia Militar do Exército da República da China |
| 18.          | 1 de Julho de 1989    | 30 de Junho de 1991     | Ten. Gen. Hu Chia-chi (胡家麒)        |      | 1961        | Tenente -general; superintendente da Academia Militar do Exército da República da China |
| 19.          | 1 de Julho de 1991    | Setembro de 1993        | Ten. Gen. Yang Te-chih (楊德智)       |      | 1964        | General; Comandante-em-Chefe das Forças Combinadas do Exército da República da China |
| 20.          | Setembro de 1993      | Julho de 1996           | Ten. Gen. Ma Teng-ho (馬登鶴)         |      | 1960        | Tenente -general; Vice Comandante-em-Chefe das Forças Combinadas do Exército da República da China |
| 21.          | Julho de 1996         | Julho de 1997           | Ten. Gen.. Tung Chao-yang (童兆陽)    |      | 1965        | Tenente -general; Exército da República da China Vice Comandante-em-Chefe |
| 22.          | Julho de 1997         | Janeiro de 1998         | Ten. Gen. Ting Yu-chou (丁渝洲)       |      | 1966        | General; secretário-geral do Conselho de Segurança Nacional |
| 23.          | Janeiro de 1998       | 28 de Fevereiro de 2002 | Ten. Gen. Chang Yueh-heng (張岳衡)    |      | 1965        | Tenente -general; superintendente da Academia Militar do Exército da República da China |
| 24.          | 1 de Março de 2002    | 30 de Junho de 2005     | Ten. Gen. Yang Kuo-chiang (楊國強)    |      | 1972        | Tenente -general; diretor geral do Bureau de Segurança Nacional |
| 25.          | 1 de Julho de 2005    | 30 de Junho de 2006     | Ten. Gen. Wang Ken-lin (王根林)       |      | 1971        | Tenente -general; superintendente da Academia Militar do Exército da República da China |
| em exercício | 1 de Julho de 2006    | 31 de Julho de 2006     | Ten. Gen. Chia Fu-yi (賈輔義)         |      | 1970        | Tenente -general ;superintendente da Academia Militar do Exército da República da China (interino) O posto de superintendente foi rebaixado de tenente-general para major-general pela política de desarmamento do então presidente Chen Shui-bian. |
| 26.          | 1 de Outubro de 2006  | Julho de 2010           | Maj. Gen. Chen Liang-pei (陳良沛)     |      | 1979        | Major general; superintendente da Academia Militar do Exército da República da China |
| 27.          | Julho de 2010         | 30 de Junho de 2012     | Maj. Gen. Chuan Tzu-jui (全子瑞)      |      | 1981        | Tenente -general; incumbente Chefe da equipe do Exército da República da China |
| 28.          | 1 de Julho de 2012    | Fevereiro de 2015       | Maj. Gen. Liu Te-king (劉得金)        |      | 1983        | Tenente -general; diretor do Escritório de Desenvolvimento das Telecomunicações |
| 29.          | Fevereiro de 2015     | presente                | Maj. Gen. Chang Chieh (張捷)          |      | 1985        | Major general; incumbente superintendente da Academia Militar do Exército da República da China |

## Faculdades
- Centro de Educação Geral
- Departamento de Engenharia Civil
- Departamento de Física
- Departamento de Línguas Estrangeiras
- Departamento de Ciência Política
- Departamento de Ciências da Administração
- Departamento de Química
- Departamento de Engenharia Elétrica
- Departamento de Engenharia Mecânica
- Departamento de Gestão da Informação[12]